# Xylica abbreviata
Xylica abbreviata är en insektsart som beskrevs av Ludwig Redtenbacher 1906. Xylica abbreviata ingår i släktet Xylica och familjen Bacillidae. Inga underarter finns listade i Catalogue of Life.